# De l'amour le mieux
De l'amour le mieux è il terzo album in studio della cantante canadese Natasha St-Pier, pubblicato nel 2002.

## Tracce
1. Tu trouveras — 4:58
2. Nos rendez-vous — 3:04
3. Grandir c'est dire je t'aime — 3:32
4. Tous les au-revoir se ressemblent — 3:43
5. Alors on se raccroche — 4:06
6. Les chansons ne servent à rien — 3:30
7. De l'amour le mieux — 4:13
8. Pourquoi tant de larmes — 3:58
9. Toi qui manque à ma vie — 3:20
10. On peut tout essayer — 3:52
11. Les diamants sont solitaires — 4:27
12. Qu'est-ce qui nous empêche — 4:03
13. L'amour emporte tout — 4:13
14. Là-bas (feat. Florent Pagny) — 5:08

## Versione spagnola
Nel novembre 2003 è stata pubblicata la versione spagnola dell'album dal titolo Encontrarás.

### Tracce
1. Encontrarás (feat. Miguel Bosé)
2. Cita sin amor
3. Por probarlo todo no se pierde nada
4. Tous les au-revoir se ressemblent
5. Grandir c'est dire je t'aime
6. Alors on se raccroche
7. Les Chansons ne servent à rien
8. De l'amour le mieux
9. Tu trouveras
10. Qu'est-ce qui nous empêche
11. L'amour emporte tout
12. Là-bas
13. Toi qui manque à ma vie
14. Nos rendez-vous